# Monte Nisa

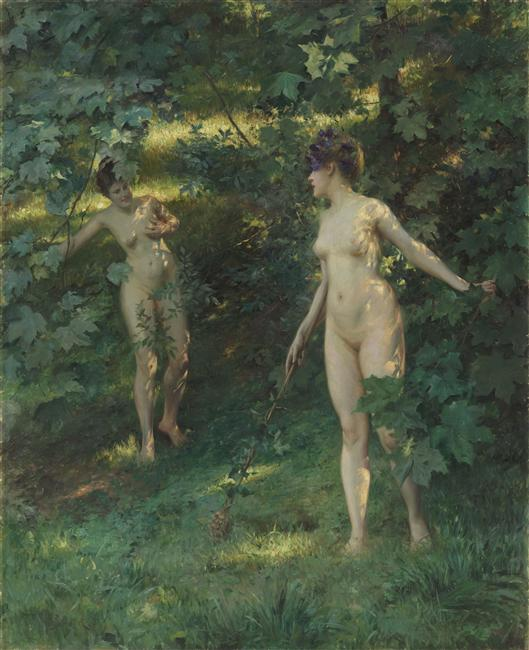
Óleo en lienzo de Julius LeBlanc Stewart (1855 - 1919): Ninfas de Nisa (Nymphes de Nysa, 1900). Museo de Orsay.

El Monte Nisa en la mitología griega es la zona montañosa donde, según versiones, las ninfas de la lluvia, Híades o las ninfas Nisíades habrían estado al cuidado del joven Dioniso, el "Zeus de Nisa".
Este lugar ha sido situado por los mitógrafos en diferentes localizaciones en Etiopía (Heródoto), Libia, Frigia, India, Arabia (Antímaco) o incluso en la propia Grecia: Beocia, Naxos o Eubea. 
Las procesiones marítimas de las fiestas jómicas a Dioniso hacen pensar que su culto sería introducido en Grecia desde el Asia Menor, donde los hititas se llamaban a sí mismos "Nesi" y su lengua el "Nesili". Sin embargo, estas localizaciones  reflejan, sobre todo, unas tierras ctónicas mágicas que apoyan el mito. 
El nombre de Nisa podría ser, igualmente, una invención para explicar el nombre del dios. Incluso Homero menciona la montaña "Niseion" como el lugar donde creció Dioniso, bajo la tutela y protección de las ninfas. Fue a su vuelta de Nisa para unirse a las divinidades olímpicas cuando Dioniso llevó el vino enteógeno.